# Leonardo Buonafede
Leonardo Buonafede, talvolta chiamato anche con le grafie Lionardo, Bonafede, Bonafide o Buonafè (1450 – Firenze, 1545), è stato un vescovo cattolico e mecenate italiano.

## Biografia
Monaco certosino, iniziò la sua carriera ecclesiastica alla Certosa di Firenze, dove divenne poi priore. Dal 1512 fu responsabile della chiesa di San Michele Arcangelo a Badia Tedalda e successivamente, verso il 1522, spedalingo di Santa Maria Nuova, a Firenze, e poi dell'ospedale del Ceppo a Pistoia (dal 1525).
Verso ogni istituzione che resse si distinse per le numerose commissioni artistiche, rivolte agli artisti dell'ultima generazione: tra le più importanti imprese, arricchì la Badia Tedalda di pale di Benedetto e Santi Buglioni; la Certosa di un nuovo refettorio dei monaci, degli affreschi di Pontormo nel chiostro e della pala della Cena in Emmaus per il refettorio della foresteria (facendosi ritrarre nello sfondo a sinistra); Santa Maria Nuova della Pala dello Spedalingo di Rosso Fiorentino (1518, opera che poi rifiutò); l'Ospedale del Ceppo del famose fregio con le Opere di Misericordia, sempre di Santi Buglioni (in cui si fece ritrarre in ogni formella), già avviato da Giovanni della Robbia.
Nel 1518, con la morte di Niccolò Pandolfini, vescovo di Pistoia, il Buonafede era candidato alla sua successione, ma venne prescelto Antonio di Alessandro Pucci. Per questo motivo, il Buonafede abbandonò Pistoia, accettando di diventare vescovo di Vieste (1528-1529) e in seguito di Cortona (1529-1538). In seguito tornò alla Certosa del Galluzzo, dove fece eseguire ai Della Robbia nuove opere in terracotta invetriata e dove predispose il suo sepolcro (nella sala capitolare), commissionadolo a Francesco da Sangallo.
Nel 1542, più che novantenne, fece ricostruire la chiesa dei Santi Jacopo e Lorenzo in via Ghibellina, corredandola di una pala di Michele Tosini che lo ritrae anziano come committente.

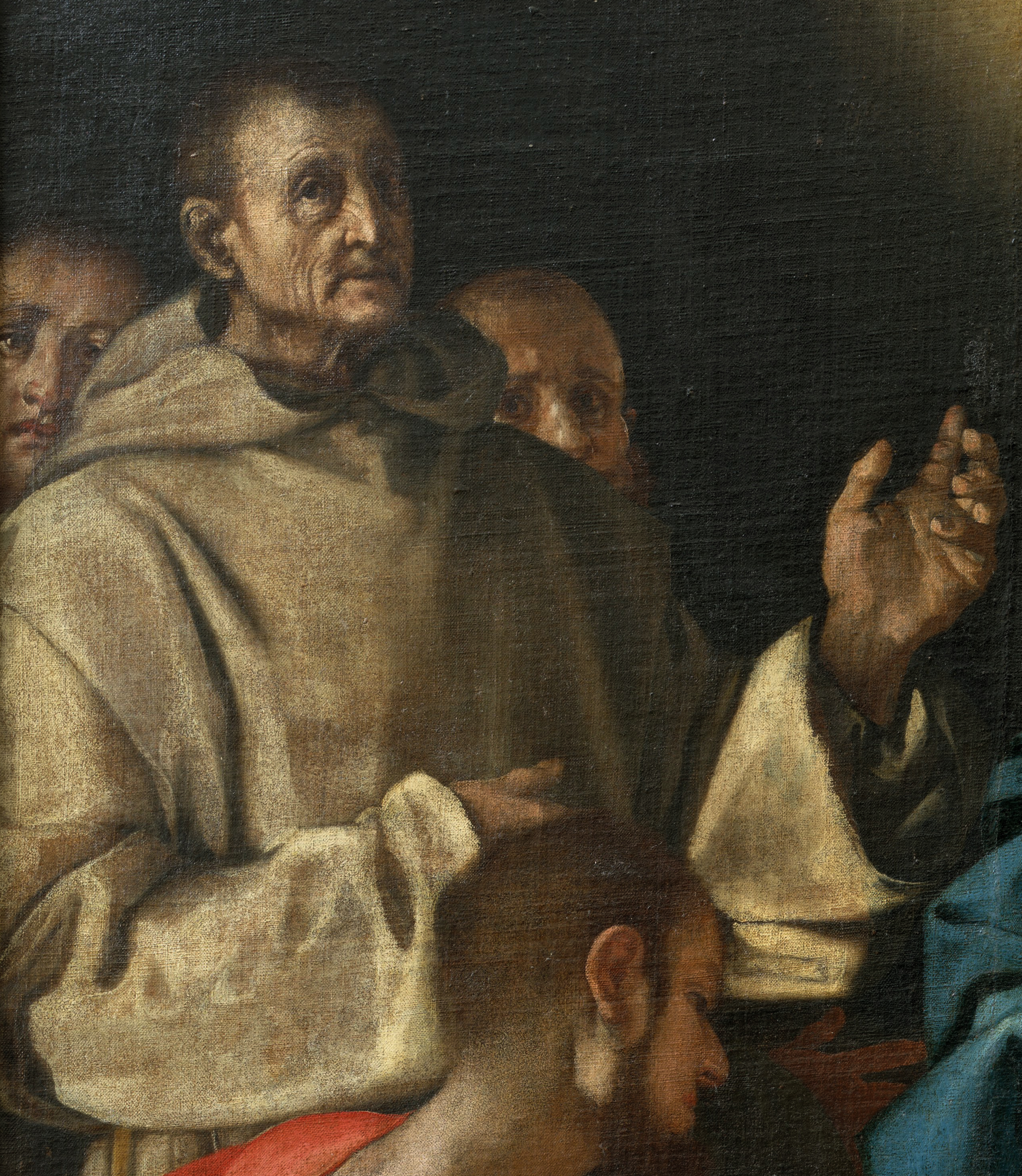
Ritratto da Pontormo nella Cena in Emmaus
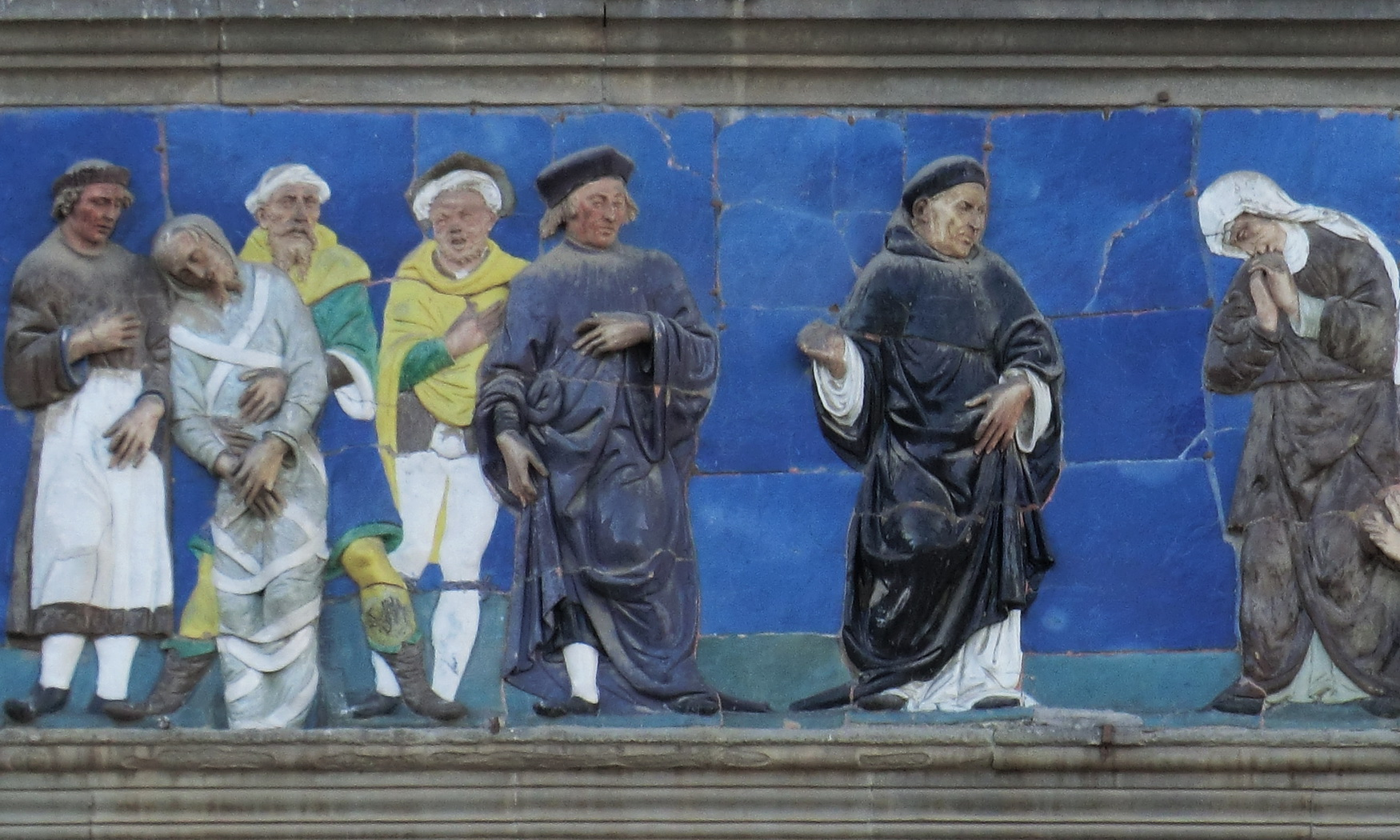
Leonardo Buonafede dirige la sepoltura dei morti, dettaglio del fregio dell'Ospedale del Ceppo, Pistoia
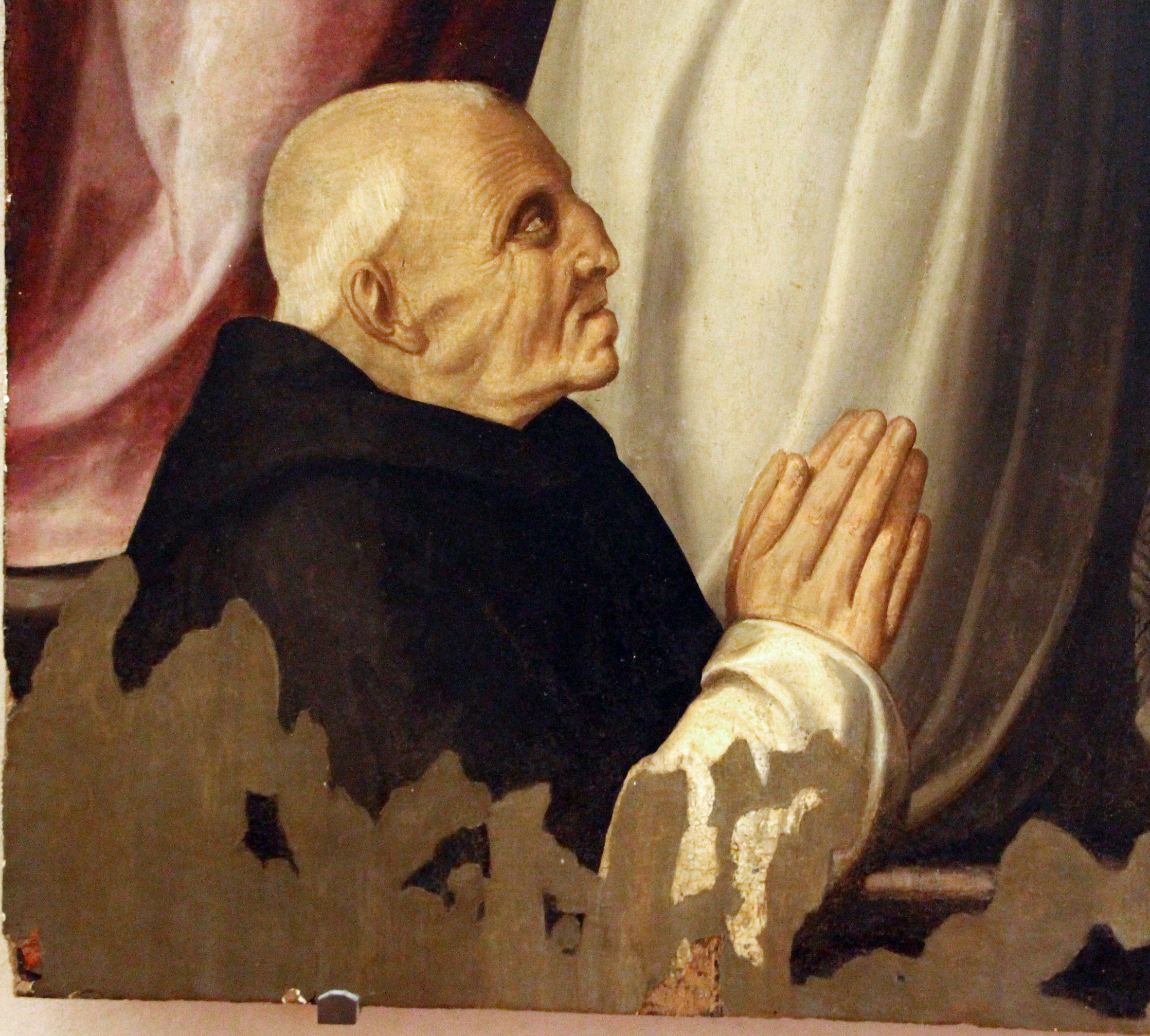
Ritratto come ciommittente in una pala di Michele Tosini, 1525